# Colin Allred

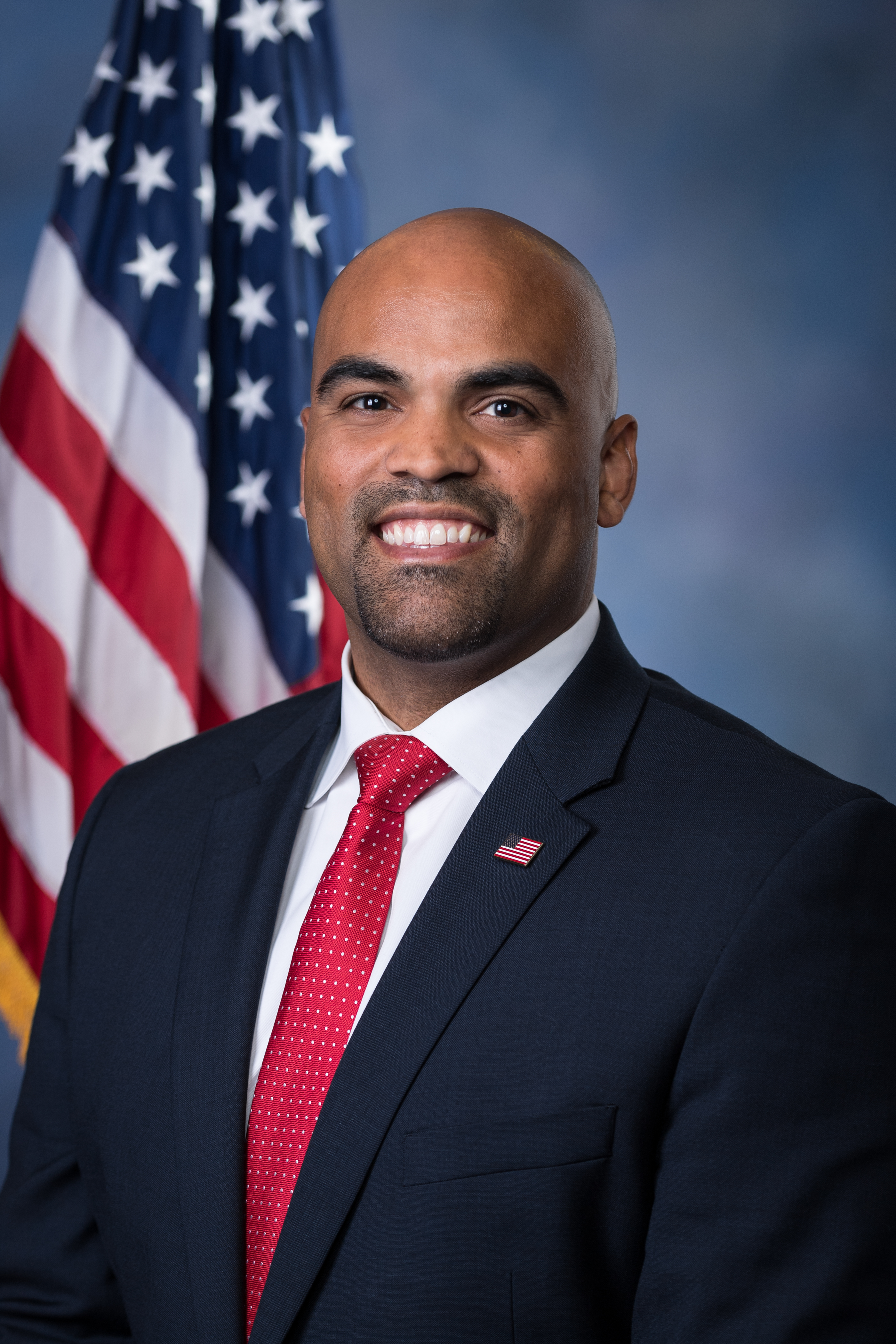
Colin Allred (2019)

Colin Zachary Allred (geboren am 15. April 1983 in Dallas, Texas) ist ein US-amerikanischer Politiker der Demokratischen Partei. Der frühere NFL-Footballspieler der Tennessee Titans wurde 2018 im 32. Distrikt von Texas ins Repräsentantenhaus der Vereinigten Staaten gewählt. Im Januar 2019 löste er den republikanischen Mandatsinhaber Pete Sessions nach 22 Jahren Parlamentszugehörigkeit ab. Dieses Amt hatte er bis 2025 inne.

## Familie, Ausbildung und Beruf
Colin Allred ist der Sohn von Judith Allred. Seinen afroamerikanischen Vater, der in Dallas lebte und starb, als er zehn Jahre alt war, lernte er nicht kennen. Er wuchs als Einzelkind bei seiner alleinerziehenden weißen Mutter auf, die von ihrer Familie und lokalen Vereinen unterstützt wurde, erlebte aber früh Rassismus. Seine Onkel und Tante holten Allred vom Innenstadtbezirk Oak Lawn nach Far North Dallas, um ihm eine bessere Ausbildung zu ermöglichen. Er besuchte die Hillcrest High School in Dallas, erhielt dort für seine schulischen Leistungen mehrere Auszeichnungen, spielte Baseball und Basketball und war Jahrgangssprecher. Außerdem war er Mitglied der National Honor Society.
Allred studierte mit einem Sportstipendium an der christlichen Baylor University in Waco und spielte College Football bei den Baylor Bears. Er verdiente hinzu, indem er Computer reparierte. Im Dezember 2005 erwarb er dort den Bachelorgrad in Geschichte. Daraufhin erhielt er einen Studienplatz an der Law School der University of California, Berkeley, schob aber sein Studium auf, um eine Karriere im Sport zu verfolgen.
Nachdem Allred beim NFL Draft 2006 nicht berücksichtigt worden war, unterschrieb er bei den Tennessee Titans als Free Agent und wurde zunächst dem Practice Squad zugeteilt und in den letzten drei Spielen der Saison 2007 in den Profikader aufgenommen. Dort spielte er die Saisons 2008 und 2009 durch sowie die ersten fünf Spiele der Saison 2010. Insgesamt absolvierte er als Linebacker 32 NFL-Spiele und schaffte 46 Tackles. Durch einen Zusammenprall mit Martellus Bennett wurde Allred schwer verletzt und musste sich einer Wirbelsäulenoperation unterziehen, woraufhin er 2010 seine Karriere beendete.
Ab 2011 studierte Allred an der University of California, Berkeley Rechtswissenschaft, schloss dort 2014 mit dem Juris Doctor ab und arbeitete als Bürgerrechtsanwalt. 2013 machte er ein Praktikum beim Rechtsberater des Weißen Hauses während der Regierungszeit Barack Obamas und arbeitete 2014 im Büro eines United States Attorney. Anschließend war er Regionaldirektor der Battleship Texas Foundation. Von 2015 bis 2016 arbeitete er bei der internationalen Großkanzlei Perkins Coie und wurde 2016 special assistant im Wohnungsbauministerium unter Julián Castro.
Mit seiner zweiten Frau Alexandra Eber, einer Rechtsanwältin, lebt er in Dallas.

## Politische Laufbahn
Allreds erste Berührung mit der Politik hatte er als Wahlrechtsanwalt, zunächst für den Gouverneurswahlkampf der früheren Staatssenatorin Wendy Davis 2014. Am Wahltag im November 2016 beaufsichtigte er Wahlbeobachter in Virginia zur Präsidentschaftswahl. Deren Ausgang beschrieb Allred als Schock, und er ließ sich einige Monate Zeit, um seine weiteren Schritte zu überlegen. Im März 2017 zogen er und seine Frau Alexandra nach Dallas zurück, im April 2017 gab er bekannt, dass er sich für das Repräsentantenhaus der Vereinigten Staaten bewerbe.
In der Vorwahl der Demokraten im 32. Kongresswahlbezirk von Texas, der Teile der Innenstadt und nördliche Vorstädte von Dallas umfasst, sah sich Allred einigen erfahrenen Politikern und Prominenten gegenüber, darunter Ed Meier, einem früheren Berater Hillary Clintons, dem Investigativjournalisten Brett Shipp, und der von Obama ins Landwirtschaftsministerium berufenen Lillian Salerno. Alle Kandidaten versprachen, Präsident Donald Trump zu kontrollieren und sich für eine umfassende Gesundheitsversorgung einzusetzen. Der republikanische Mandatsinhaber Sessions wurde von allen als abgehoben vom Wahlbezirk dargestellt, den die Demokratin Hillary Clinton bei der Präsidentschaftswahl 2016 mit 1,4 Prozent Vorsprung gewonnen hatte. In der ersten Runde der Vorwahl am 6. März 2018 lag Allred mit 38,4 Prozent der Stimmen vorn und zog mit Salerno (18,4 Prozent) in die Stichwahl ein, die Allred am 22. Mai 2018 mit 69,4 Prozent der Stimmen für sich entschied. Beobachter wiesen auf die inhaltlich kohärente Kampagne Allreds und viele kleine Veranstaltungen hin, durch die Allred starke Unterstützung von Aktivisten erhielt, obwohl er im Fundraising zeitweilig zurücklag.
Die Hauptwahl am 6. November 2018 galt lange als offen mit Vorteilen für den Republikaner Sessions, der den Kongresswahlbezirk seit 1997 vertreten und als Vorsitzender des Rules Committee großen Einfluss ausgeübt hatte. Während Umfragen Allred teilweise vorn sahen, rechneten politische Beobachter eher mit einem Sieg des erfahrenen Kongressabgeordneten Sessions. Mitte September und Anfang Oktober erklärte Präsident Trump über Twitter seine Unterstützung für Sessions, und Vizepräsident Mike Pence sowie Senator Ted Cruz machten Wahlkampf für ihn. Das rechte Super PAC Congressional Leadership Fund finanzierte Fernsehspots, in denen Allred als „zu links für Texas“ (too liberal) bezeichnet wurde. Allred besiegte Sessions mit 52,2 zu 45,9 Prozent der Stimmen.
Allred vertritt den 32. Kongresswahlbezirk von Texas seit dem 3. Januar 2019. Er wurde Ende November 2018 zusammen mit Haley Stevens zum Co-Präsident der 66 neuen Abgeordneten der Demokraten im 116. Kongress gewählt. Die Wahl in diese rein intern-organisatorische Rolle gilt als Anzeichen dafür, dass Allred als Anwärter für Führungsaufgaben in seiner Fraktion wahrgenommen wird. Er war einer der letzten Demokraten, die sich für die erneute Wahl Nancy Pelosis als Sprecherin des Repräsentantenhauses aussprachen. Für die Wahl 2020 galt Allred laut Inside Elections als leichter Favorit (leans democratic); sein Vorgänger Pete Sessions kündigte im Oktober 2019 an, statt gegen Allred im stärker republikanisch geneigten 17. Kongresswahlbezirk von Texas anzutreten. Die Wahl zum Repräsentantenhaus der Vereinigten Staaten 2020 gewann er mit 51,9 % gegen Genevieve Collins von der Republikanischen Partei, Christy Mowrey von der Libertarian Party und den unabhängigen Jason Sigmon. Seine zweite Legislaturperiode im Repräsentantenhaus des 117. Kongresses lief bis zum 3. Januar 2023.
Die Primary (Vorwahl) seiner Partei für die Wahlen 2022 am 1. März konnte er erneut ohne Gegenkandidaten gewinnen. Er trat dadurch am 8. November 2022 gegen Antonio Swad von der Republikanischen Partei an. Er konnte die Wahl mit 66,2 % der Stimmen deutlich für sich entscheiden und war dadurch auch im Repräsentantenhaus des 118. Kongresses vertreten.
Bei den Wahlen 2024 trat allerdings nicht erneut für das Repräsentantenhaus an. Stattdessen forderte er den Republikaner Ted Cruz in der teuersten Senatswahlen des Jahres heraus. Allred konnte mit über 100 Millionen Dollar dabei mehr Wahlkampfspenden anwerben als Cruz ($ 92,5 Millionen), unterlag dem Republikaner aber mit  53,1 % zu Allreds 44,5 %. Als Nachfolgerin Allreds im Repräsentantenhaus wurde Julie Johnson gewählt.

### Ausschüsse
Allred war Mitglied in folgenden Ausschüssen des Repräsentantenhauses:
- Committee on Foreign Affairs
  - Middle East, North Africa, and Global Counterterrorism
- Committee on Transportation and Infrastructure
  - Aviation
  - Highways and Transit
- Committee on Veterans’ Affairs
  - Health

## Positionen
Allred konzentrierte sich im Wahlkampf 2018 auf die Themen Gesundheit, Ausbildung und Verbesserung des Einwanderungssystems. Er bezeichnet eine bessere Gesundheitsversorgung als persönliches Anliegen, nachdem seine Mutter und seine Tante jeweils Krebs gehabt hatten. Er setzte auf eine Botschaft der Einigkeit gegen politische Polarisierung und auf den generationellen Unterschied zu Sessions, indem er neue Ideen betonte, die er nach Washington bringen wolle.